# Sabine Schmitz

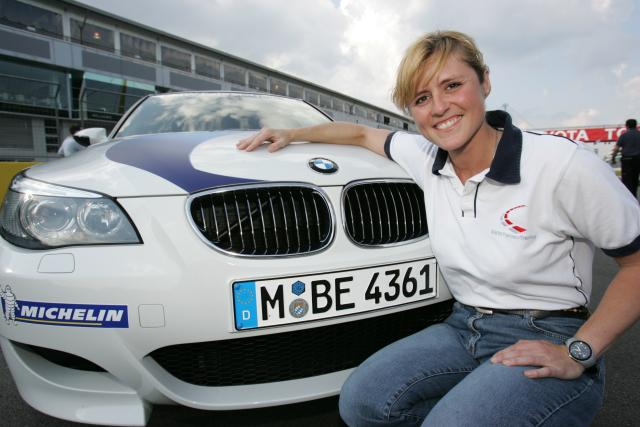
Sabine Schmitz (2007)

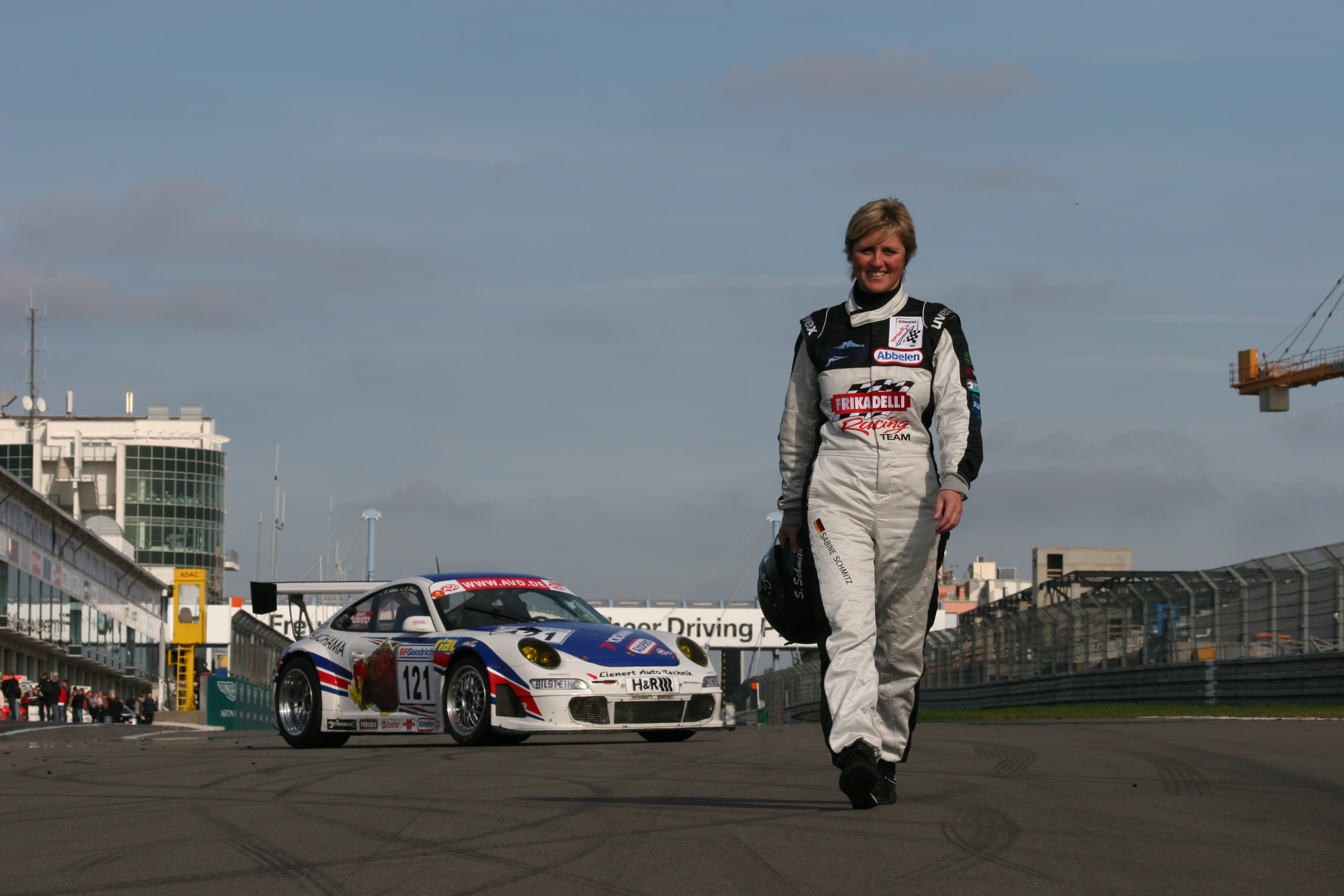
Sabine Schmitz in der Boxengasse des Nürburgrings anlässlich eines VLN-Laufes 2008 vor dem von ihr gesteuerten Rennsport-Porsche 911

Sabine Schmitz (ehemals verheiratete Reck, * 14. Mai 1969 in Adenau; † 16. März 2021 in Trier) war eine deutsche Autorennfahrerin und Fernsehmoderatorin.

## Leben
Als Tochter einer Hoteliersfamilie aus Nürburg wuchs Sabine Schmitz innerhalb des Nürburgrings auf und befuhr früh die für Publikumsverkehr geöffnete Nordschleife mit dem Auto ihrer Mutter. Parallel zum Motorsport erlernte sie die Berufe der Hotelfachfrau und Sommelière. Als Sabine Reck war sie mit einem Hotelbesitzer verheiratet und in Pulheim ansässig. Nach ihrer Scheidung Anfang der 2000er Jahre betrieb sie das Restaurant „Fuchsröhre“ in Nürburg.
Später heiratete sie den Fleischfabrikanten und Hobby-Rennfahrer Klaus Abbelen und gründete 2005 mit ihm den Rennstall Frikadelli Racing.
Ab 2004 besaß Sabine Schmitz den Pilotenschein für Hubschrauber; ein weiteres Hobby war der Pferdesport, außerdem betrieb sie die „Eifelranch am Ring“ in Barweiler.
Im Oktober 2017 wurde bei ihr ein Vulvakarzinom diagnostiziert und im Anschluss mit einer Chemotherapie behandelt. Nach anfänglich optimistischen Prognosen kehrte die Krankheit zurück. Im Alter von 51 Jahren erlag sie am 16. März 2021 der Krankheit.

## Motorsport
Sabine Schmitz gewann 1990 und 1991 drei Läufe der auf der Nordschleife ausgetragenen Rundstrecken-Challenge Nürburgring (bis 2005: Castrol-HAUGG-Cup), bei der gegen die Uhr gefahren wird. Danach fuhr sie in der BFGoodrich Langstreckenmeisterschaft. Wie auch ihre Schwestern war sie im Ford Fiesta Mixed-Cup aktiv, bei dem sie 1992 die Meisterschaft gewinnen konnte. Außerhalb Deutschlands war Schmitz 1995 im Supertourenwagen-Cup Südafrika und 1999 bei Sportwagenrennen in Brasilien aktiv.
Als Sabine Reck trug sie sich 1996 als erste Frau bei den 24 Stunden vom Nürburgring in die Siegerliste eines bedeutenden ganztägigen Langstreckenrennens ein. Erzielt wurde der Erfolg im Team von Johannes Scheid aus dem benachbarten Kottenborn in einem Gruppe N-BMW M3 E36 3.2 Liter. Wieder mit Hannes Scheid, aber nun mit Peter Zakowski und Hans-Jürgen Tiemann, wiederholte sie diesen Sieg 1997. Im Jahre 1998, weiterhin bei und mit Hannes Scheid, wurde sie als erste Frau auch Meisterin in der VLN (Veranstaltergemeinschaft Langstreckenpokal Nürburgring). Nach ihr schaffte dies noch Claudia Hürtgen.
Nach einigen Jahren geringer Aktivität im Motorsport war sie zusammen mit ihrem Lebenspartner, dem Fleischfabrikanten und Teamsponsor Klaus Abbelen, wieder auf dem Nürburgring mit einem konkurrenzfähigen Wagen aktiv. Schmitz fuhr auf einem Porsche 911 (997) Cup, der jedoch ohne die Beschränkungen der Cup-Klasse in der Klasse SP7 eingesetzt wurde. 2008 wurde sie zusammen mit Klaus Abbelen, Edgar Althoff und Kenneth Heyer auf dem Frikadelli-Porsche 911 (997) GT3 R Dritte in der Gesamtwertung beim 24-h-Rennen auf der Nürburgring-Nordschleife, hinter den Siegerfahrzeugen von 2007 und 2006.
Weil im September 2008 ein VLN-Lauf ausfiel, traten Schmitz/Abbelen am Wochenende darauf in der Rundstrecken-Challenge Nürburgring an, wo sie ihren insgesamt vierten Gesamtsieg errangen. Dabei erzielte Schmitz mit 7:09 Minuten die schnellste Rundenzeit, die – bis zu diesem Zeitpunkt – in diesem Wettbewerb mit einem Saugmotor-Fahrzeug erzielt worden war. Diese Zeit verbesserte sie in einem anderen Rennen dieser Serie noch auf 7:07 Minuten.
2013 startete sie beim 41. ADAC Zurich 24h Rennen auf dem Nürburgring für das Frikadelli-Racing-Team in einem Porsche 911 (997) GT3 R und beendete mit ihrem Team das Rennen auf Platz 16.
2014 war beim ADAC-24h-Rennen auf dem Nürburgring nach einem Ausfall schon nach 41 Runden Schluss (Bestzeit Frikadelli: 8:21.536).
2015 schied ihr Fahrzeug, der Frikadelli Porsche 911 (991) GT3 R, beim ADAC-24h-Rennen auf dem Nürburgring nach 111 absolvierten Rennrunden an der Seite von Patrick Huisman, Patrick Pilet und Jörg Bergmeister aus und wurde nicht gewertet (Bestzeit Frikadelli: 8:25.690).
2016 startete sie beim ADAC-24h-Rennen auf dem Nürburgring für das Frikadelli-Racing-Team im neuen Porsche 911 (991) GT3 R an der Seite von Klaus Abbelen, Patrick Huisman und Norbert Siedler.

## Ringtaxi
Eigenen Schätzungen zufolge hatte Sabine Schmitz auf der Nordschleife bis 2010 ca. 20.000 Runden zurückgelegt, mit einem geschätzten Zuwachs von etwa 1200 pro Jahr. Diese große Zahl an Runden ist nicht zuletzt auch dem von BMW eingesetzten Ringtaxi zu verdanken, das sie bis zum Jahr 2010 viele Jahre über den Nürburgring steuerte. Kunden können hierbei eine Runde als Passagiere in einem BMW M5 buchen. Weitere bekannte Fahrer des Ringtaxis sind Claudia Hürtgen und Hans-Joachim Stuck. Seit 2010 pilotierte sie ihr eigenes „Speedbee Racetaxi“, einen Porsche 911 GT3 RS.

## Tätigkeiten als Moderatorin
2002 war Sabine Schmitz zum ersten Mal im internationalen Fernsehen zu sehen, als sie Jeremy Clarkson für die Serie Jeremy Clarkson: Meets the Neighbours im Ringtaxi mitnahm. 2004 war sie neuerlich an der Seite von Jeremy Clarkson zu sehen, als sie diesem dabei half, eine sogenannte „Bridge-to-gantry“-Runde auf der Nordschleife in einem Jaguar S-Type Diesel in unter zehn Minuten zu absolvieren. Als Clarkson dies schließlich auch ganz knapp schaffte, äußerte sie daraufhin, dass sie diese Zeit in einem Van schaffen würde. 2005 versuchte sie im Rahmen eines weiteren Gastauftrittes bei Top Gear schließlich tatsächlich die von Jeremy Clarkson aufgestellte Zeit in einem Ford Transit zu brechen, woran sie allerdings mit einer Zeit von zehn Minuten und acht Sekunden knapp scheiterte.
Ab September 2006 moderierte sie zusammen mit Carsten van Ryssen und Tim Schrick das Automagazin D Motor auf dem Fernsehsender DMAX, wo sie vor allem in spektakulären Renn-Duellen (z. B. Auto gegen Hubschrauber oder gegen Roller-Skater) auftrat. Im Rahmen ihrer Tätigkeit als Moderatorin von D Motor hatte sie gemeinsam mit ihren Kollegen einen weiteren Gastauftritt im „Challenge Showdown“ The British vs. The Germans in der 6. Episode der 11. Staffel von Top Gear.
Ab Anfang 2011 moderierte sie zusammen mit Tim Schrick das Automagazin Turbo auf Sport1. Ab Juli 2014 war sie zusammen mit Jumbo Schreiner in der Tuning-Serie Test my Ride auf DMAX zu sehen.
Im Februar 2016 wurde sie als Co-Moderatorin von Chris Evans bei der Neuauflage von Top Gear vorgestellt. Ihnen zur Seite standen der US-Schauspieler Matt LeBlanc, der ehemalige Formel-1-Teambesitzer Eddie Jordan und die beiden Motorjournalisten Rory Reid und Chris Harris.

## Ehrungen

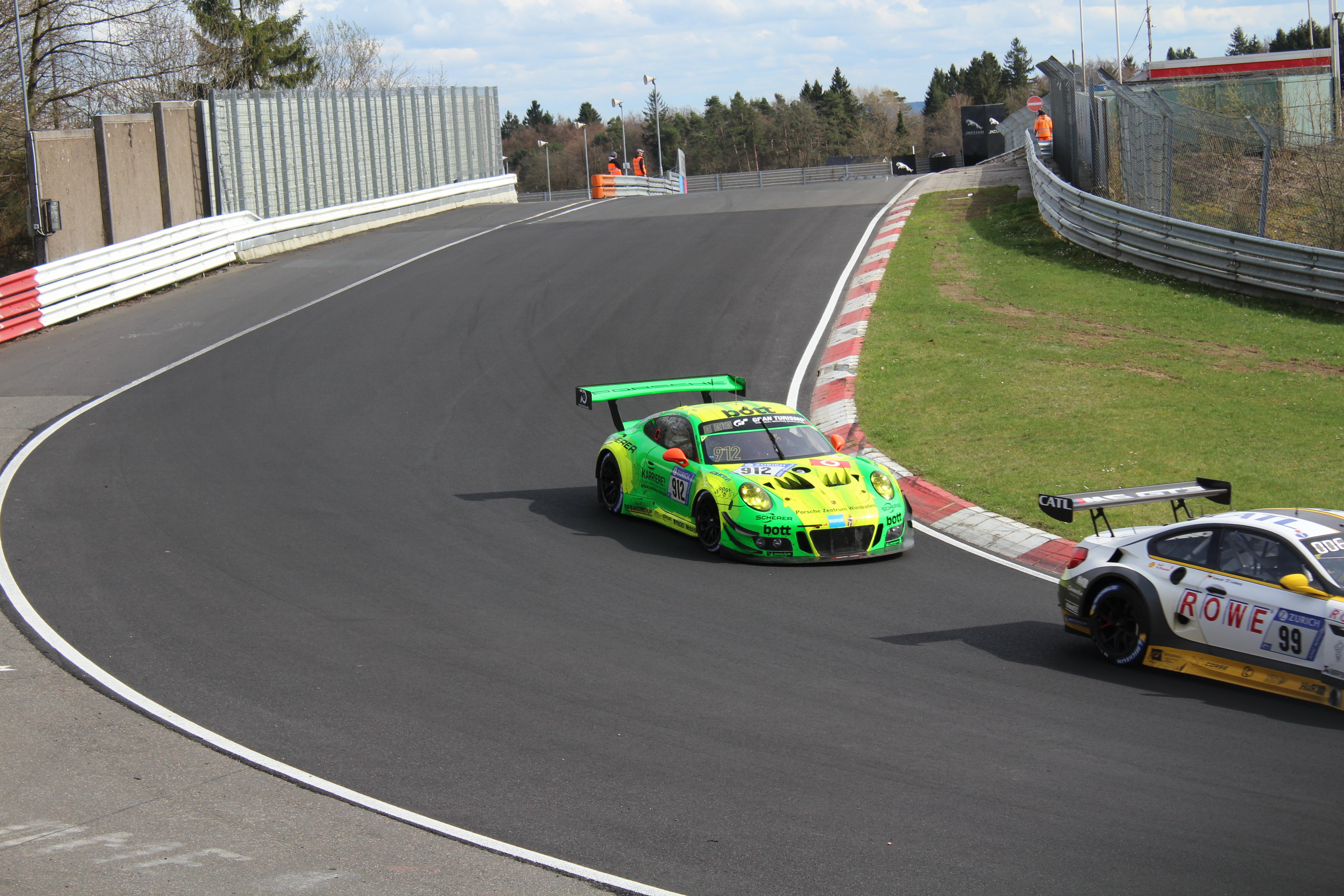
Sabine-Schmitz-Kurve, links im Hintergrund die Tribüne T13

Am 10. Juni 2021 wurde eine Kurve auf dem Nürburgring offiziell Sabine-Schmitz-Kurve benannt. Es ist die erste Kurve der Nordschleife nach dem Streckenabschnitt „T13“.